# Pallas-Yllästunturi nationalpark
Pallas-Yllästunturi nationalpark (fi. Pallas-Yllästunturin kansallispuisto)  är Finlands tredje största nationalpark med en areal på 1 020 kvadratkilometer. Nationalparken ligger i västra Lappland i kommunerna Enontekis, Kittilä, Kolari och Muonio. Landskapet i Pallas-Yllästunturi nationalpark domineras av en cirka 100 kilometer lång fjällkedja och det boreala barrskogsbältets taigaskogar. Sett till antalet besök är Pallas-Yllästunturi nationalpark Finlands populäraste nationalpark. År 2019 registrerade besöksräknarna 561 200 besök. 
Det finns flera orsaker till nationalparkens popularitet. Enligt en besökarundersökning uppskattar besökarna i Pallas-Yllästunturi nationalpark särskilt landskapet i området, det omfattande nätverket av leder och skidspår samt renheten och säkerheten. Pallastunturis landskap har valts till ett av Finlands nationallandskap.

## Vandringsmöjligheter
I Pallas-Yllästunturi nationalpark finns tiotals olika leder för vandring och skidåkning, som är lämpliga för besökare med olika erfarenhetsnivå. Utmed lederna får besökarna uppleva nationalparkens varierande natur. En del av fjällen leder upp till fjällens toppar, medan andra går genom områdets skogar och myrlandskap. 
Besökare i nationalparken får röra sig till fots, på terrängcykel, i kanot eller kajak, på skidor samt med snöskor. De mångsidiga lederna möjliggör både olika långa dagsturer och längre vandringar. I Pallas-Yllästunturi nationalpark har också besökare ute på en dagstur möjlighet att klättra upp till fjälltopparna. Populära dagsturer är till exempel Pyhäkeroleden, Taivaskeron kierros, Pirunkurun ponnistus, Varkaankuru naturstig, Kesänkijärven kierros och Tuomikurun kierros. 
De flesta av lederna är rundslingor och utmed lederna finns rastplatser som underhålls regelbundet. Rastplatserna kan vara kåtor, skärmskydd, eldplatser, utsiktsplatser samt öde- och reserveringsstugor. I nationalparkens område finns totalt 340 kilometer markerade sommarleder. I andra närbelägna områden finns ytterligare totalt cirka 200 kilometer sommarleder. Terrängcykling är tillåten på de markerade sommarlederna med ett fåtal undantag. Det finns mer än 500 kilometer skidleder och mer än 100 kilometer leder för vintervandring. På vinterlederna kan man röra sig till fots, med snöskor och på terrängcykel.

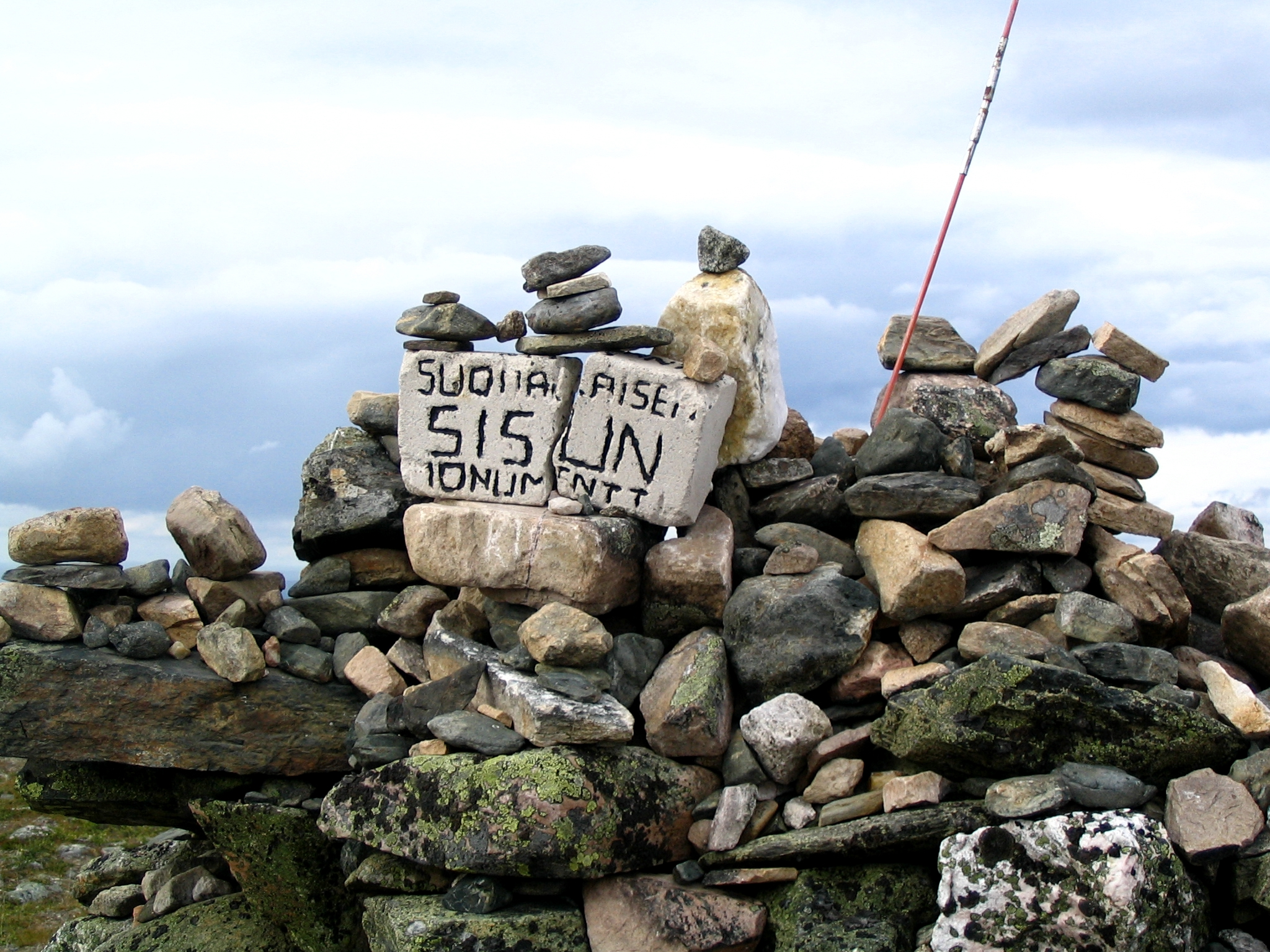
"Monument över finländsk sisu" på toppen av ett fjäll längs med Hetta-Pallas-vandringsleden i Pallas-Yllästunturi nationalpark

Den mest kända av nationalparkens långvandringsleder är Hetta–Pallas-leden, som är Finlands äldsta markerade vandringsled. Leden drogs upp redan 1934. Man kan vandra den cirka 50 kilometer långa Hetta–Pallas-leden i båda riktningarna. Leden går över fjällplatåer och genom raviner. Vandrare följer leden upp till toppen av flera fjäll. Utmed leden finns flera öde- och reserveringsstugor som underhålls.

## Geografi och natur
Landskapet i Pallas-Yllästunturi nationalpark domineras av en fjällkedja, som är återstoden av ett forntida veckbergsmassiv. Dagens rundade fjälltoppar är de enorma veckbergens fötter. Nationalparkens högsta punkt är Taivaskero i fjällmassivet Pallastunturit. Taivaskeros krön ligger 809 meter över havet. Andra höga toppar är till exempel Pyhäkero, Lumikero, Laukukero och Palkaskero. Ordet kero är finska för kal och rundad fjälltopp. 
Naturen i Pallas-Yllästunturi nationalpark är varierande och omväxlande. Flera olika naturtyper är representerade i området: myrmark, moskogar, gammelskogar i naturtillstånd, kalfjäll och lundar.

### Vegetation och vattendrag
Nationalparken har en rik vegetation. Trädslag som trivs i området är speciellt tall, gran och fjällbjörk. På de trädlösa fjällsluttningarna växer normalt olika lågvuxna växter såsom dvärgbjörk, fjällgröna, ripbär och kråkbär. I de frodiga lundarna längs bäckarna växer bland annat lappvinbär, strutbräken, kvanne och tibast. I moskogarna trivs speciellt risväxter såsom blåbär och lingon. I de sanka gammelskogarna växer midsommarblomster och hönsbär samt många sällsynta moss- och svamparter. 
Myrarna är lika typiska för landskapet i Pallas-Yllästunturi nationalpark som fjällen och barrskogarna. På myrarna trivs många våtmarksväxter såsom skvattram, tuvull, hjortron och odon. I kalkhaltiga områden växer också exempelvis sällsynta inhemska orkidéarter. 
I nationalparken finns flera sjöar och tjärnar samt bäckar. Den största sjön i nationalparken är Pallasjärvi, som ligger sydost om Pallastunturi naturum.  
I nationalparken förekommer också stora däggdjur såsom ren och älg. Framför allt renar är en vanlig syn i fjällen och på myrarna under sommaren. Även hare, räv, mård, fjällämmel, olika sorkarter och ekorre förekommer allmänt. Av de stora rovdjuren i Finland är björn och lodjur etablerade i Pallas-Yllästunturi nationalpark.  
Nordliga och sydliga fågelarter möts i Pallas-Yllästunturi nationalpark. Till de nordliga arterna hör exempelvis fjällripa, dalripa och fjällpipare. Sydliga arter såsom koltrast och grönsångare trivs i frodiga, lundartade grandungar. I skogarna förekommer exempelvis olika mesar, lavskrika och tallbit. Goda sorkår syns också fler ugglor och hökar i området. Strömstaren är en vanlig syn i närheten av bäckar, där den dyker efter föda i det strömmande vattnet även på vintern. Andra fågelarter som förekommer i nationalparken är blåhake, grönbena, gulärla, brushane och svartsnäppa.

### Väder och naturfenomen
Pallas-Yllästunturi nationalparks läge norr om norra polcirkeln medför typiska väder- och naturfenomen med anknytning till årstidernas växlingar. Den mörka polarnatten i december–januari, snöfallen, temperaturerna på –30 ºC och bristen på solljus är typiska för vintern. Under klara kvällar och nätter kan man studera himlakroppar och norrsken på natthimlen. 
Snötäcket är som djupast i nationalparken i mars–april, då fjällen och skogarna kan vara täckta av mer än en meter snö. På vårvintern blir det snabbt ljusare. På våren smälter snön och ljuset tilltar ytterligare. Sommaren börjar i mitten av juni och i juni–juli badar området i midnattssolens sken. Under de ljusa sommarnätterna går solen inte alls ner under horisonten. 
I fjällen i västra Lappland börjar den färgsprakande höstsäsongen i allmänhet i mitten av september och pågår i två till tre veckor. Den första snön faller i området under den senare hälften av oktober, men enstaka snöbyar kan förekomma också under sommarmånaderna, i synnerhet i området kring Pallas-Ounastunturit.

## Samhällsansvar
Pallas-Yllästunturi nationalpark beviljades naturturismcertifikatet European Charter 1 åren 2013–2018 samt 2019–2023. Certifikatet beviljades av det europeiska förbundet för skyddsområden EUROPARC.
Principerna för skräpfritt friluftsliv följs i alla nationalparker i Finland. Målet för ett skräpfritt friluftsliv är att alla som rör sig i naturen tar med sig sitt skräp från terrängen för sortering vid så kallade ekopunkter. På så sätt försöker man minska mängden skräp som lämnas i naturen.
Vid Pallastunturi naturum, Fjäll-Lapplands naturum och Yllästunturi naturum finns ekopunkter för avfallssortering. Där kan besökare lämna pappers-, kartong-, glas- och metallavfall samt batterier. Bioavfall kan man kompostera i torrtoaletterna och små mängder brännbart skräp kan man bränna på eldplatserna.  
I Pallas-Yllästunturi nationalpark mäts luftens renhet vid Meteorologiska institutets forskningsstation på Sammaltunturi. Enligt ett meddelande från WHO hör forskningsstationen på Sammaltunturi till de platser som mäter den renaste luften i världen. Där uppmäts halter av finpartiklar på under 4 µg/m3.

## Naturum
I Pallas-Yllästunturi nationalpark finns tre naturum: Yllästunturi naturum Kellokas, Pallastunturi naturum och Fjäll-Lapplands naturum i Hetta. Kundtjänsten vid naturumen ger information om nationalparken och vandringsmöjligheterna. Utställningarna Meän elämää, Metsästä paljakalle och Vuovjjuš - Kulkijat i naturumen berättar om områdets natur och kultur. I naturumen kan man också titta på filmer och besöka konstutställningar. Besökare kan dessutom köpa produkter med naturtema.

## Historia
Idén att inrätta nationalparker i Finland lades fram för första gången redan 1910. Då föreslog kommittén för skyddsskogar i ett betänkande att nationalparker skulle grundas i Pallastunturit och Pyhätunturi i Pelkosenniemi. Den finländske botanisten Kaarlo Linkola lobbade hårt för att en nationalpark skulle inrättas i området kring Pallastunturit.
Förslaget att inrätta ett allmänt naturskyddsområde i området kring Pallas-Ounastunturit godkändes av lantdagen 1928. Efter flera betänkanden och förslag inrättades till slut Finlands första nationalparker 1938. Pallas-Ounastunturi nationalpark var en av dessa.
Turismens historia i Pallas-Yllästunturi nationalparks område sträcker sig tillbaka till 1930-talet, när man började ordna kurser i fjällskidåkning på Pyhäkero i Ounastunturit samt i Pallastunturit. Turismen utvecklades också i Äkäslompolo vid den här tiden.
Pallas-Yllästunturi nationalpark inrättades 2005. Den nya parken omfattade både den tidigare Pallas-Ounastunturi nationalpark och området kring Ylläs-Aakenustunturi samt andra närliggande områden som omfattades av olika skyddsprogram, såsom programmet för skydd av gamla skogar och myrskyddsprogrammet.  Samtidigt avskaffades Pallas-Ounastunturi nationalpark. Den nya nationalparkens areal är 1022 km2.
Yllästunturis högsta topp med sina skidcentrum hör inte till nationalparkens område, men det gör däremot skidcentrumet vid Laukukero på Pallastunturi.